# Donna van der Meulen
Donna van der Meulen (3 juni 2007) is een voetbalspeelster uit Nederland. Ze speelt als doelverdediger voor NAC Breda in de Vrouwen Eerste divisie.

## Clubcarrière
Donna van der Meulen begon op zesjarige leeftijd met voetballen bij een jongensteam van VV Nieuwerkerk. Twee jaar later ging ze verder als keepster. In 2023 werd Van der Meulen met het MO17-1 jeugdkampioen.
In de zomer van 2024 tekende Van der Meulen een contract bij het nieuw opgerichte NAC Breda. Met deze club kwam ze uit in de Vrouwen Eerste divisie. Van der Meulen maakte op 14 december 2024 haar debuut voor NAC Breda door in de 56ste minuut in te vallen voor Floor Oussoren. In mei 2024/25 maakte NAC Breda bekend dat Van der Meulen een van de speelsters was die na het seizoen 2024/25 achter zich liet.

## Statistieken
| Seizoen | Club      | Competitie             | Competitie | Competitie | Beker | Beker | Overig | Overig | Totaal | Totaal |
| Seizoen | Club      | Competitie             | Wed.       | Dlp.       | Wed.  | Dlp.  | Wed.   | Dlp.   | Wed.   | Dlp.   |
| ------- | --------- | ---------------------- | ---------- | ---------- | ----- | ----- | ------ | ------ | ------ | ------ |
| 2024/25 | NAC Breda | Vrouwen Eerste divisie | 1          | 0          | 0     | 0     | 0      | 0      | 0      | 1      |
| Totaal  | Totaal    | Totaal                 | 1          | 0          | 0     | 0     | 0      | 0      | 1      | 0      |

Bijgewerkt t/m 27 mei 2025.
1 De Haan ·
2 Heshof ·
3 Van den Burg ·
4 Verhoef ·
5 F. Mol ·
6 Heijblom ·
7 Promes ·
8 Aurélio ·
9 Franken ·
10 Laamouz ·
11 Schneijderberg ·
12 Nguyen ·
14 Hendriks ·
15 Fertoute ·
16 Oussoren ·
17 De Blij ·
18 Meerding ·
19 Tabi ·
19 Warps ·
20 Versluijs ·
21 Cober ·
22 L. Mol ·
23 Van der Meulen ·
24 Goutier ·
25 Yetim ·
26 Zieleman ·
Coach: Mank